# Харалампи Стоянов
Харалампи Стоянов Златков е български редактор, комунист и народен депутат.

## Биография
Името му се свързва с атентата в църквата „Света Неделя“. Той е редактор на вестник „Наши дни“.
На 6 март 1925 г. когато се обсъжда и гласува допълнението към Закона за защита на държавата и когато той изказва несъгласие с него, е убит на улицата в близост до Военния клуб. По това време той е единственият останал жив депутат от БКП, след като на 17 февруари същата година е убит Тодор Страшимиров. Убиецът е поручик Тома Прендов от Трета секция.
Атентатът зедно с този на Страшимиров е извършен от дейци на Вътрешната македонска революционна организация дни след убийството на професор Никола Милев от просъветски дейци на македонското движение. Според Пецо Трайков убиецът му е Дончо Зафиров.